# 麒麟生态公园
麒麟生态公园位于中國南京市江宁区，长3公里，宽500米，绿化景观总面积近140万平方米，被誉为城市“绿肺”。

## 位置
麒麟生态公园位于中华人民共和国江苏省南京市江宁区青龙山和紫金山之间500米宽的生态廊道上。

## 设施

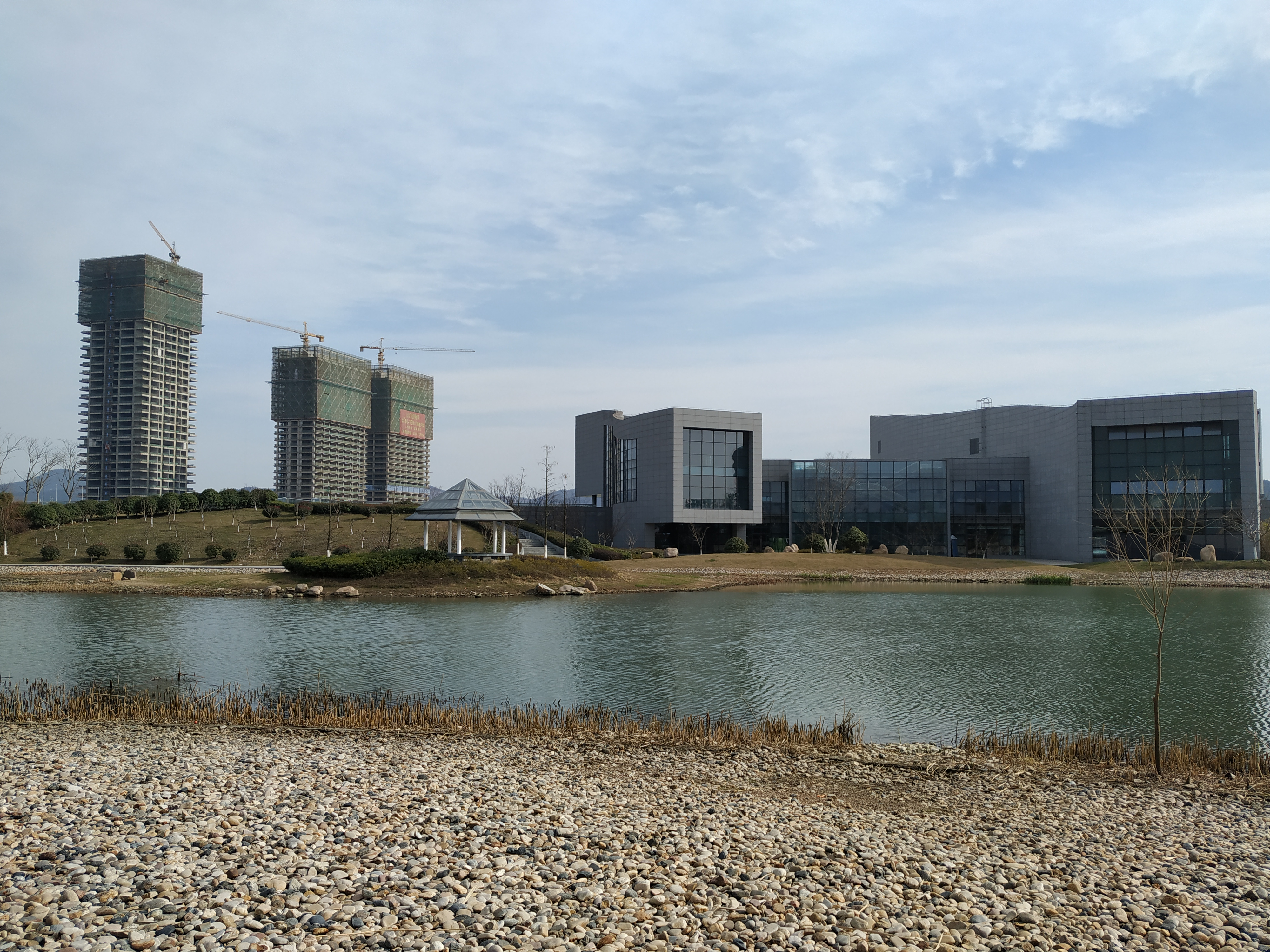
内部设施

生态公园内设有展览馆、文化馆、环湖商业及游客中心等设施。

## 景观

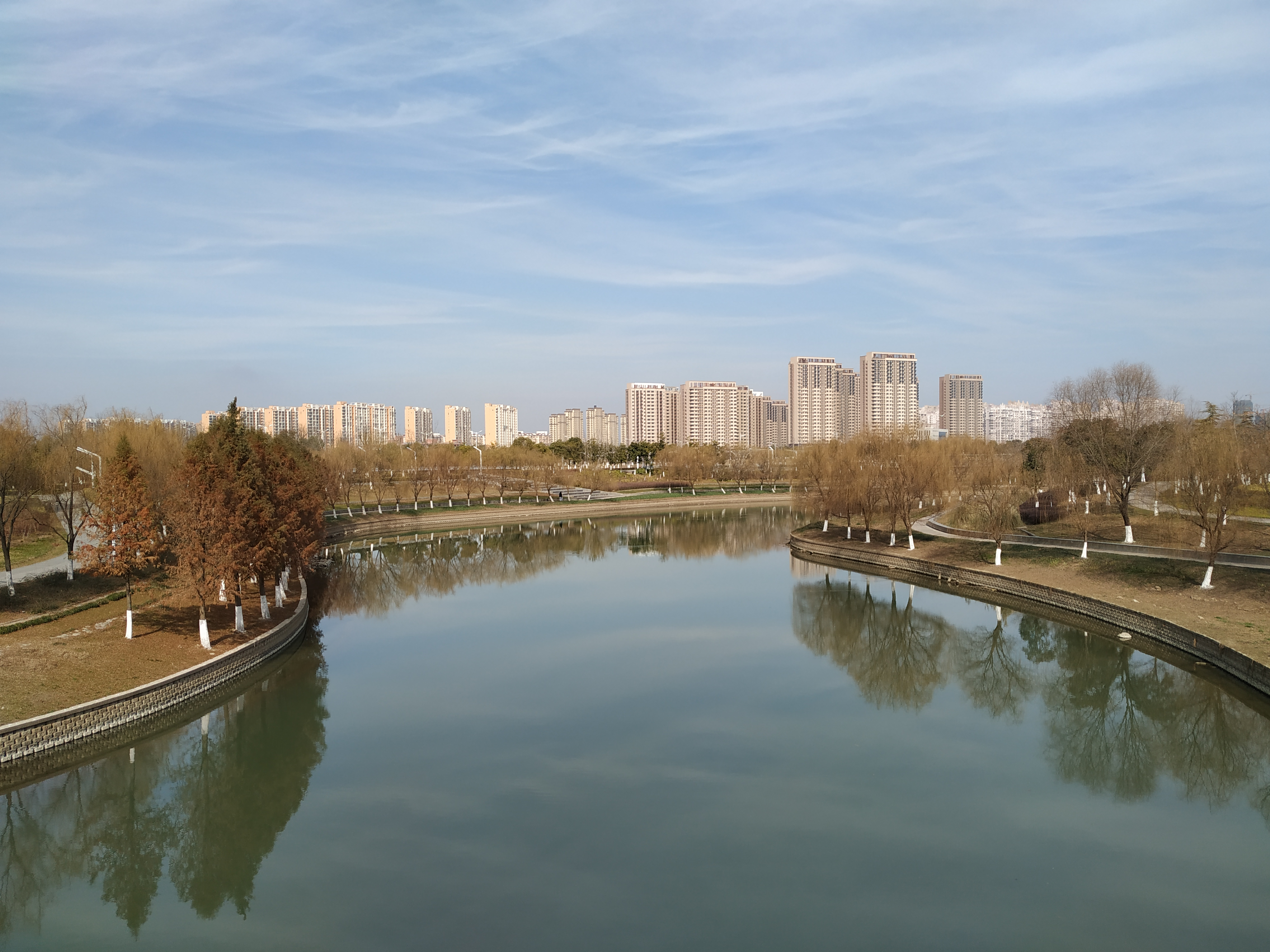
运粮河

生态公园拥有大面积的原生态草坪，明代古河道运粮河、上坝河、百水河在此交汇，建有10公里长的滨水景观带和人工湖泊。

## 交通

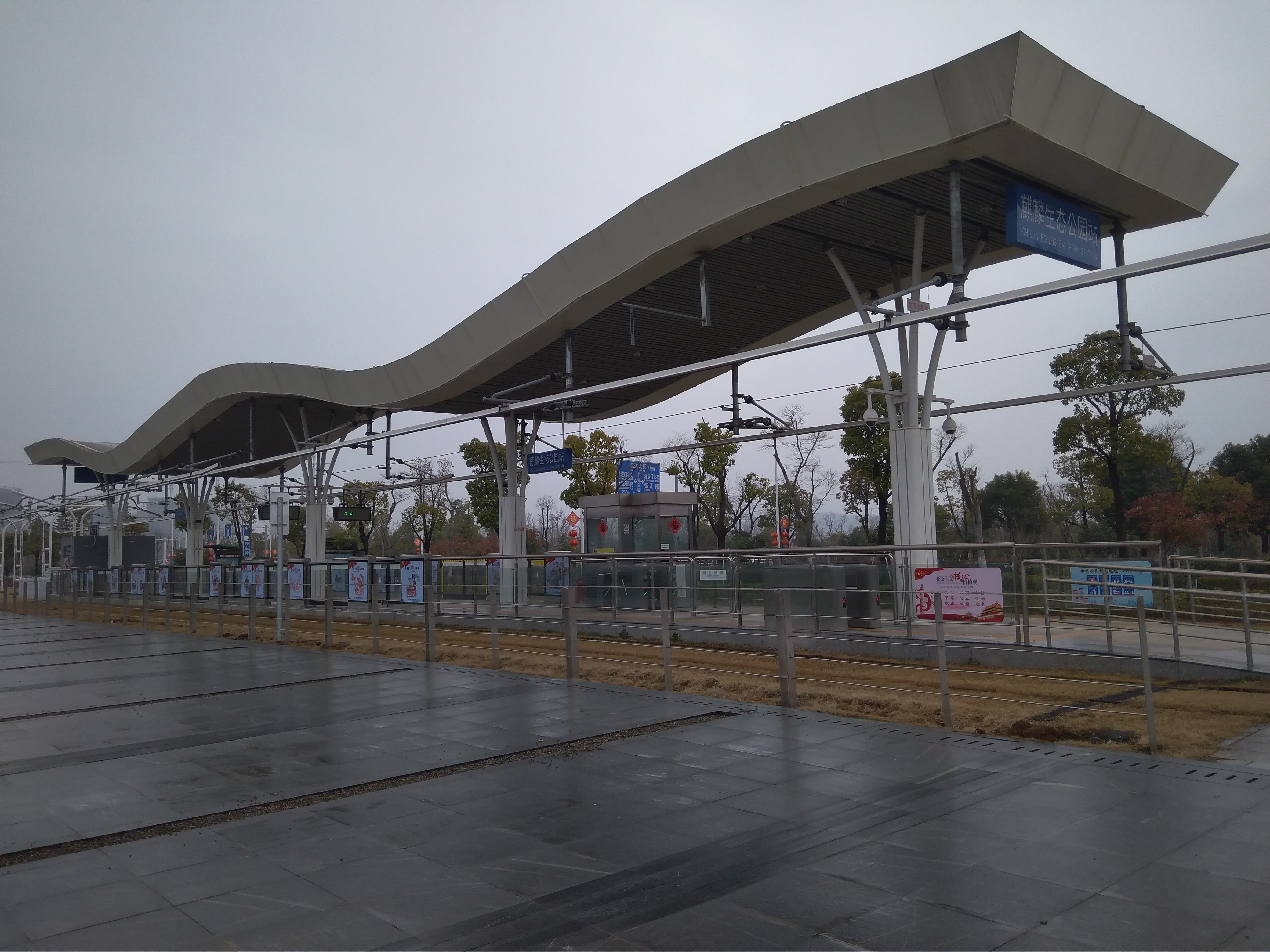
有轨电车麒麟生态公园站

生态公园交通方便，已建成麒麟有轨电车设有麒麟生态公园站，有轨电车可到达商业区马群。
南京公交312路设有麒麟生态公园站。

## 图集

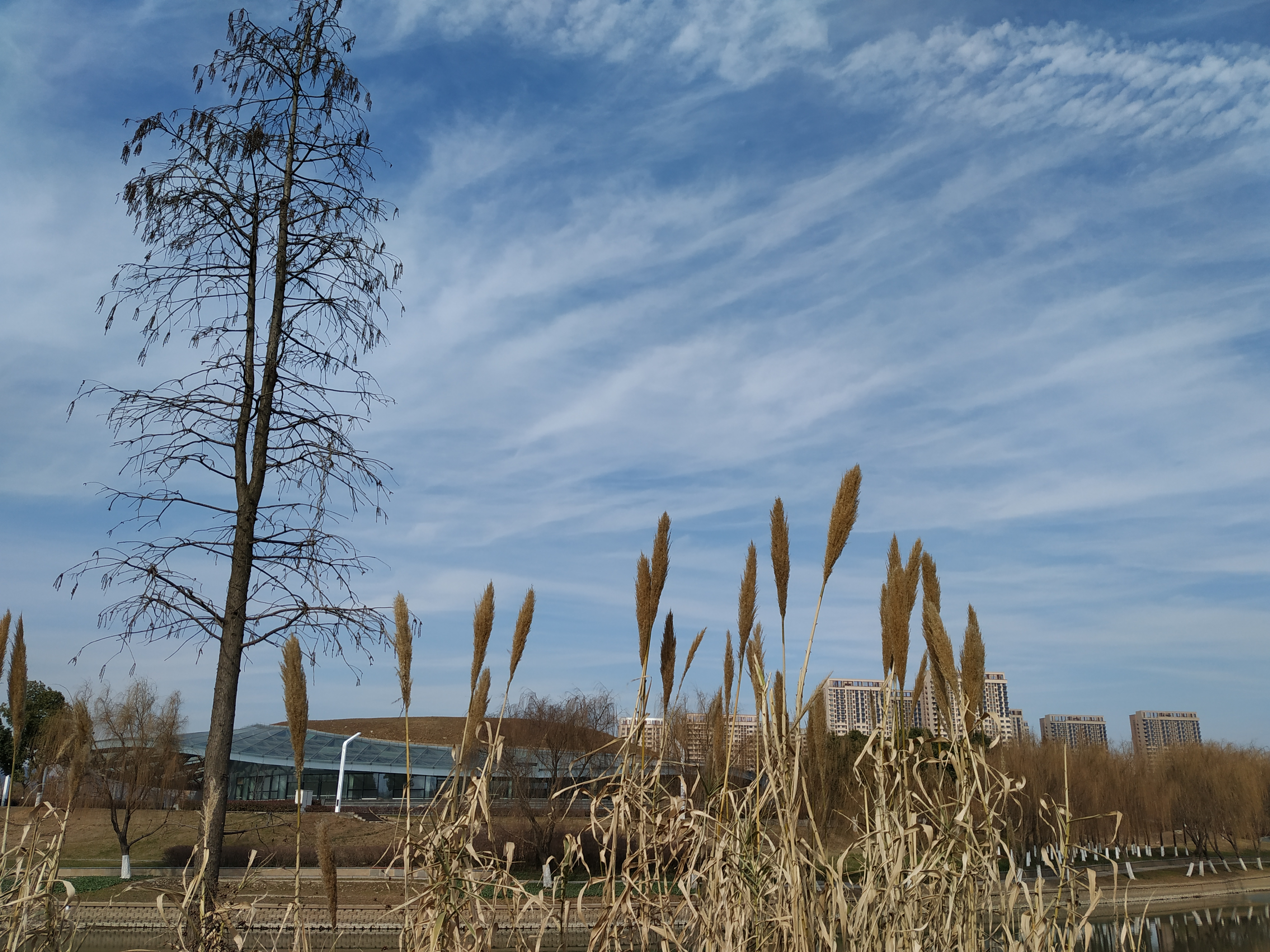
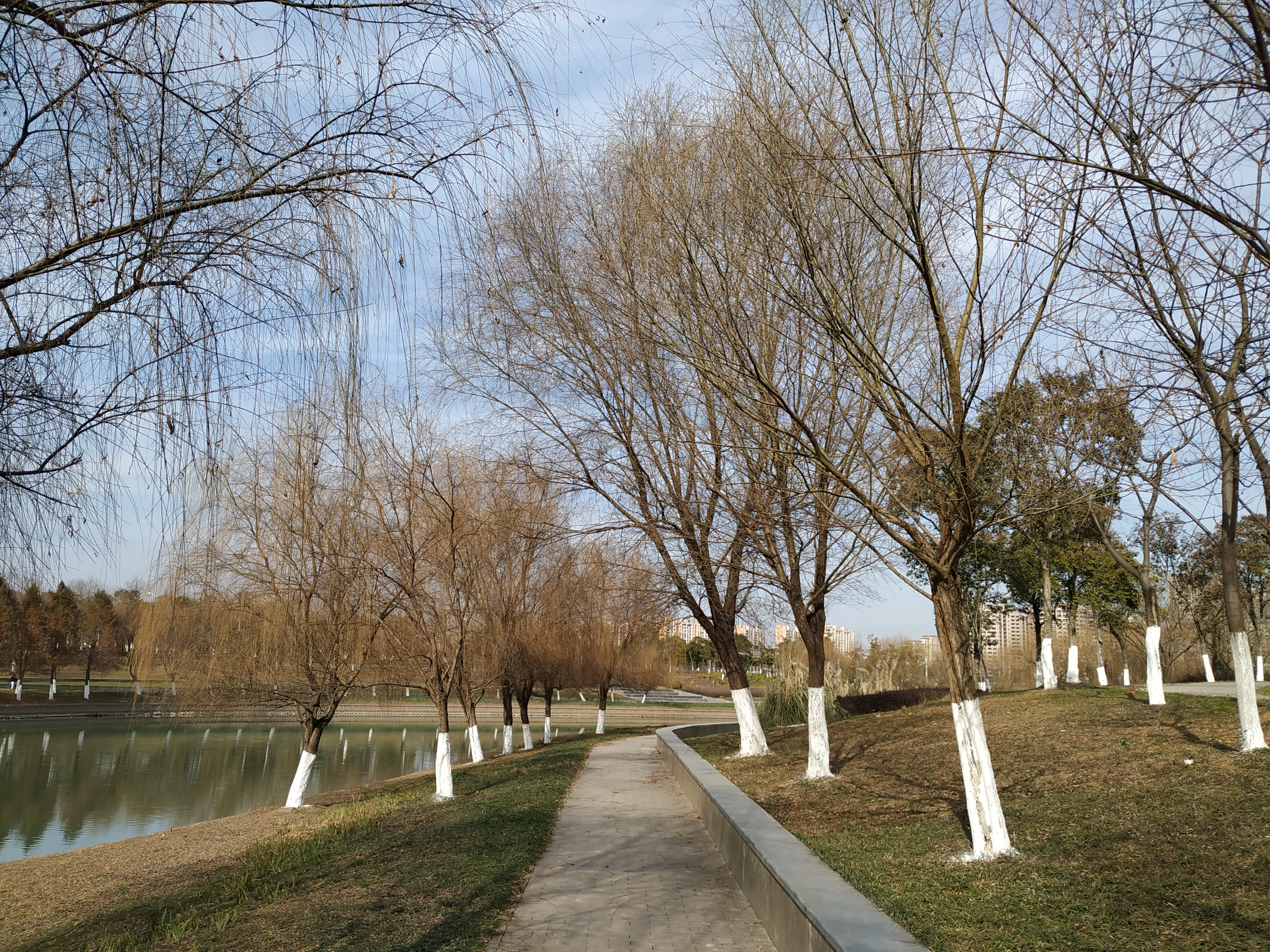
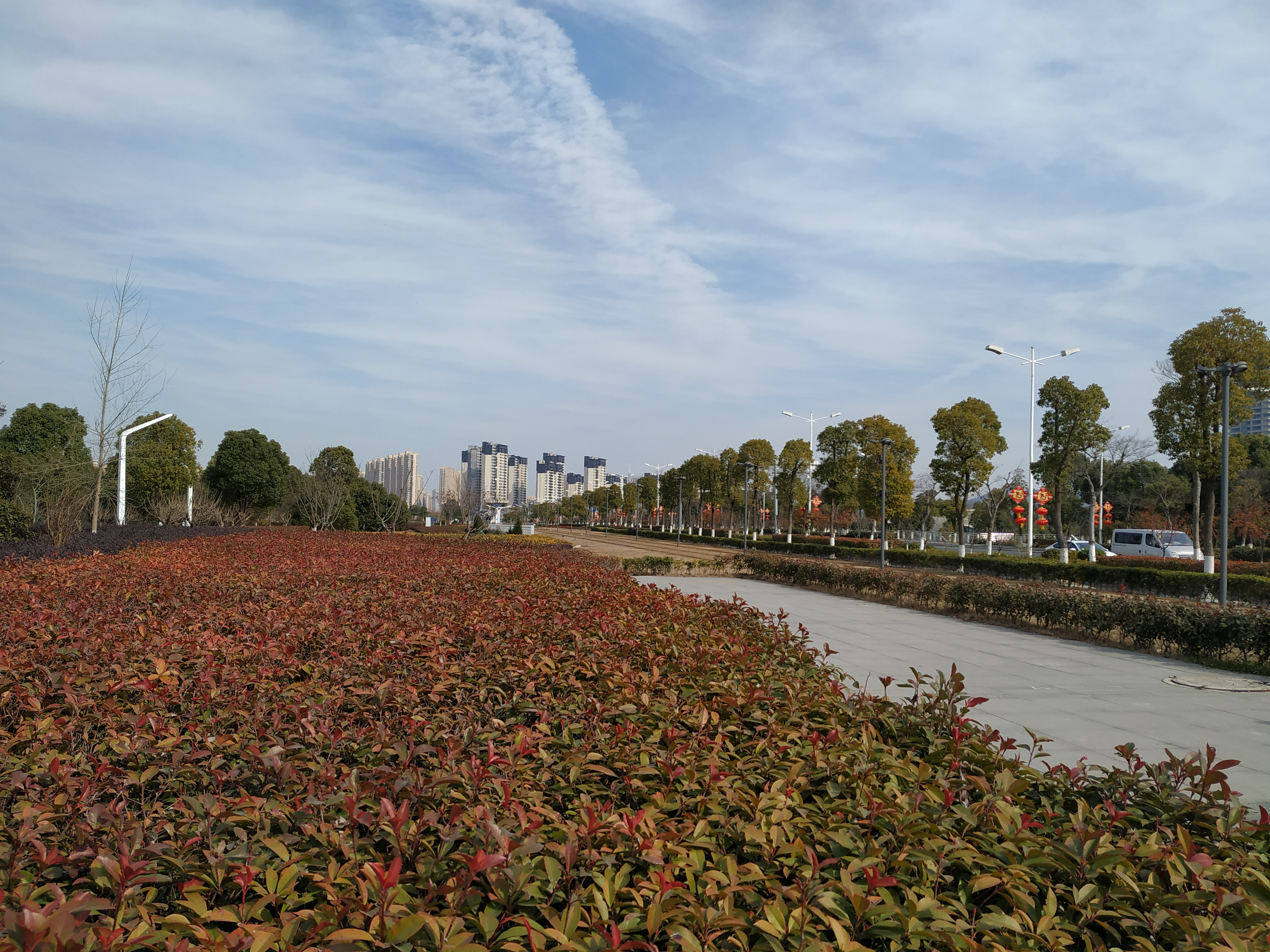
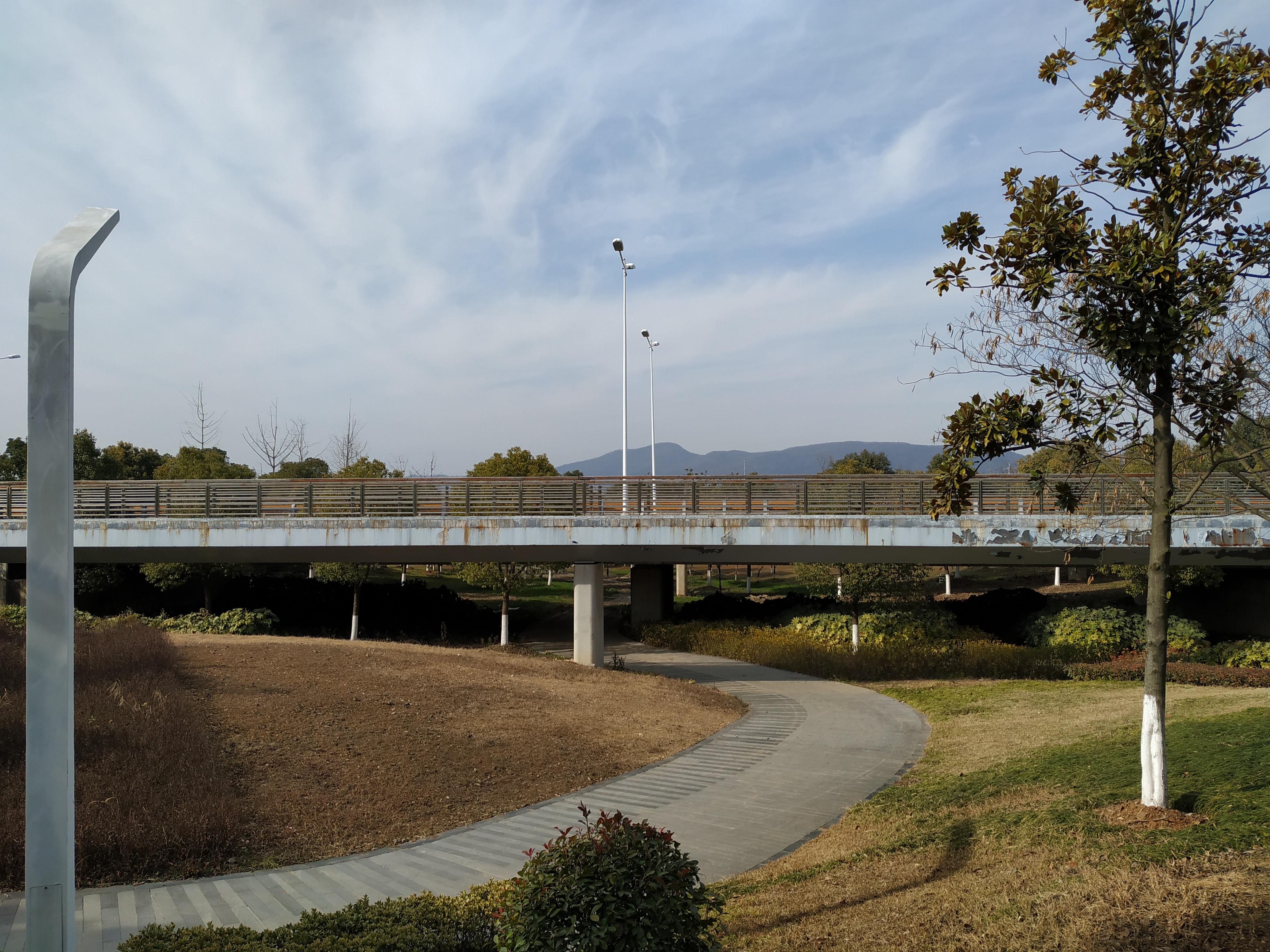
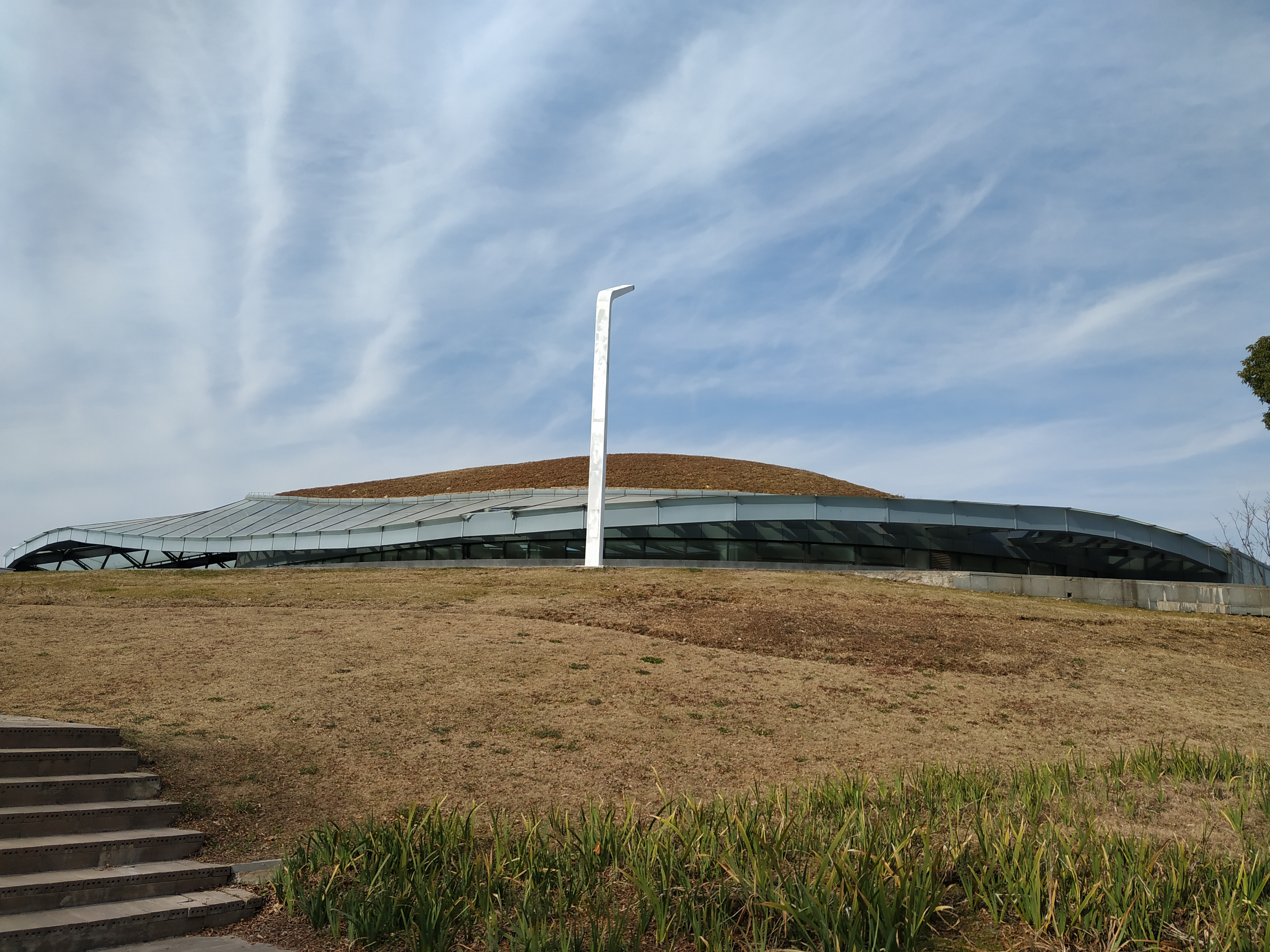
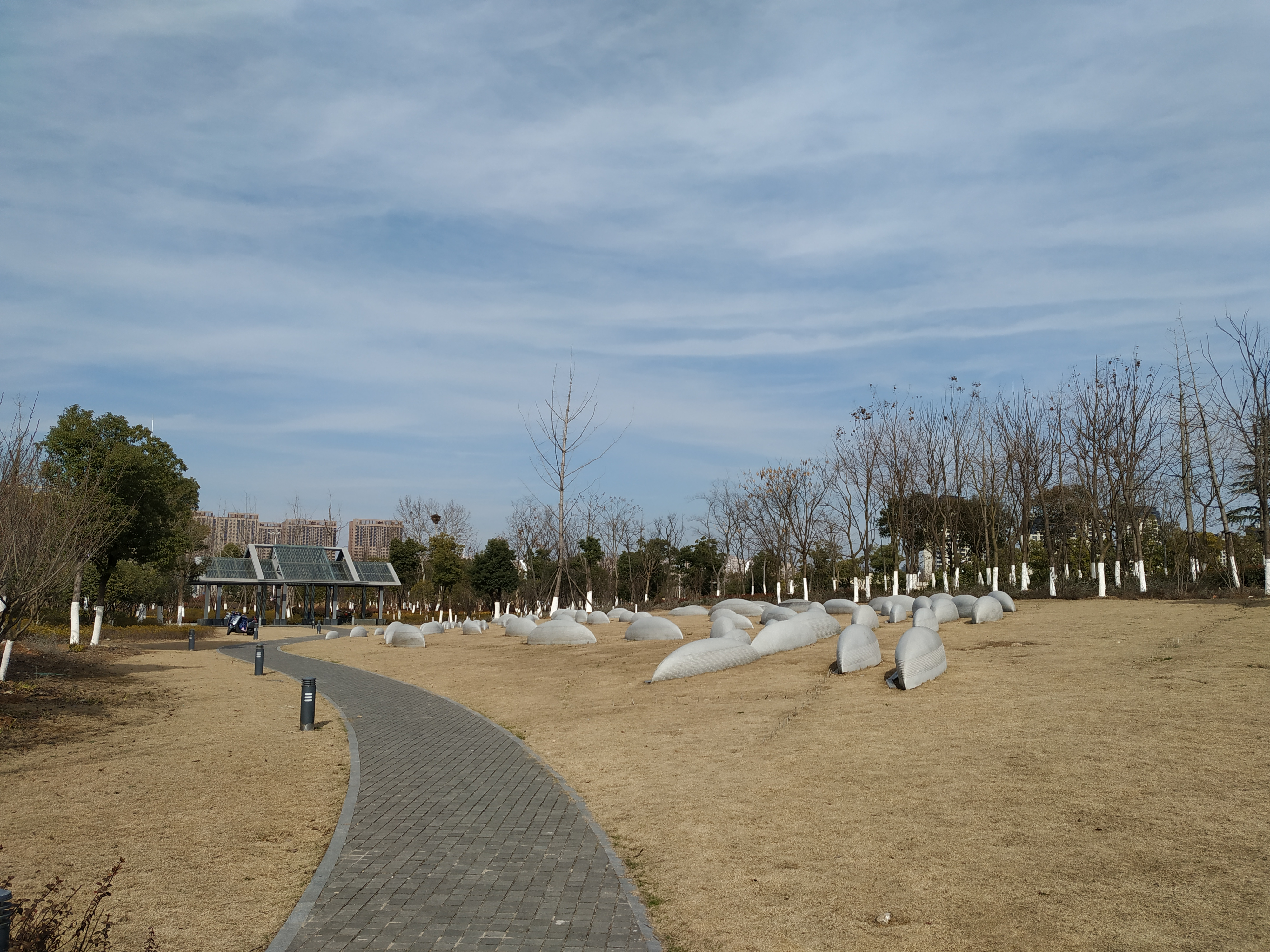
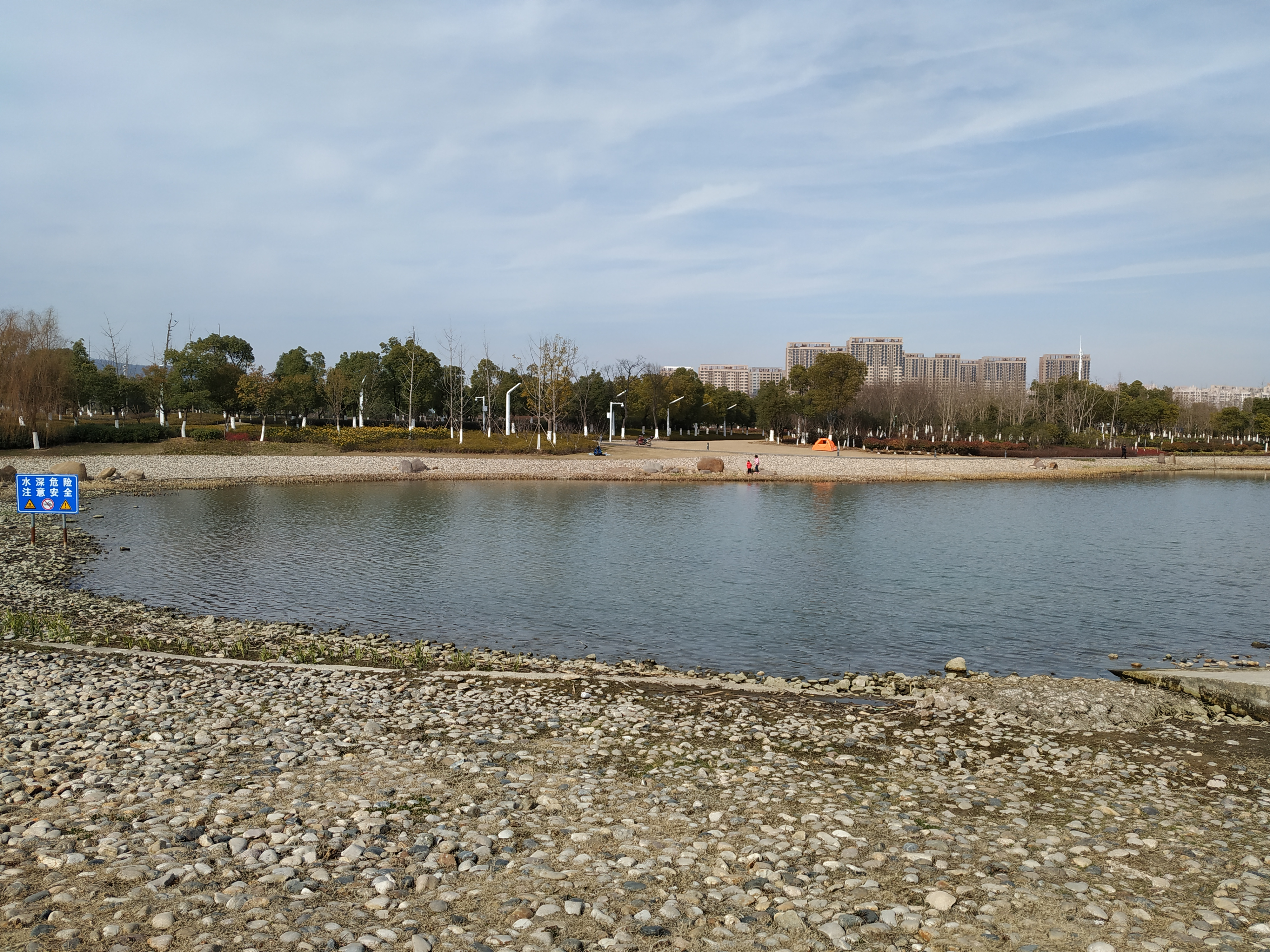
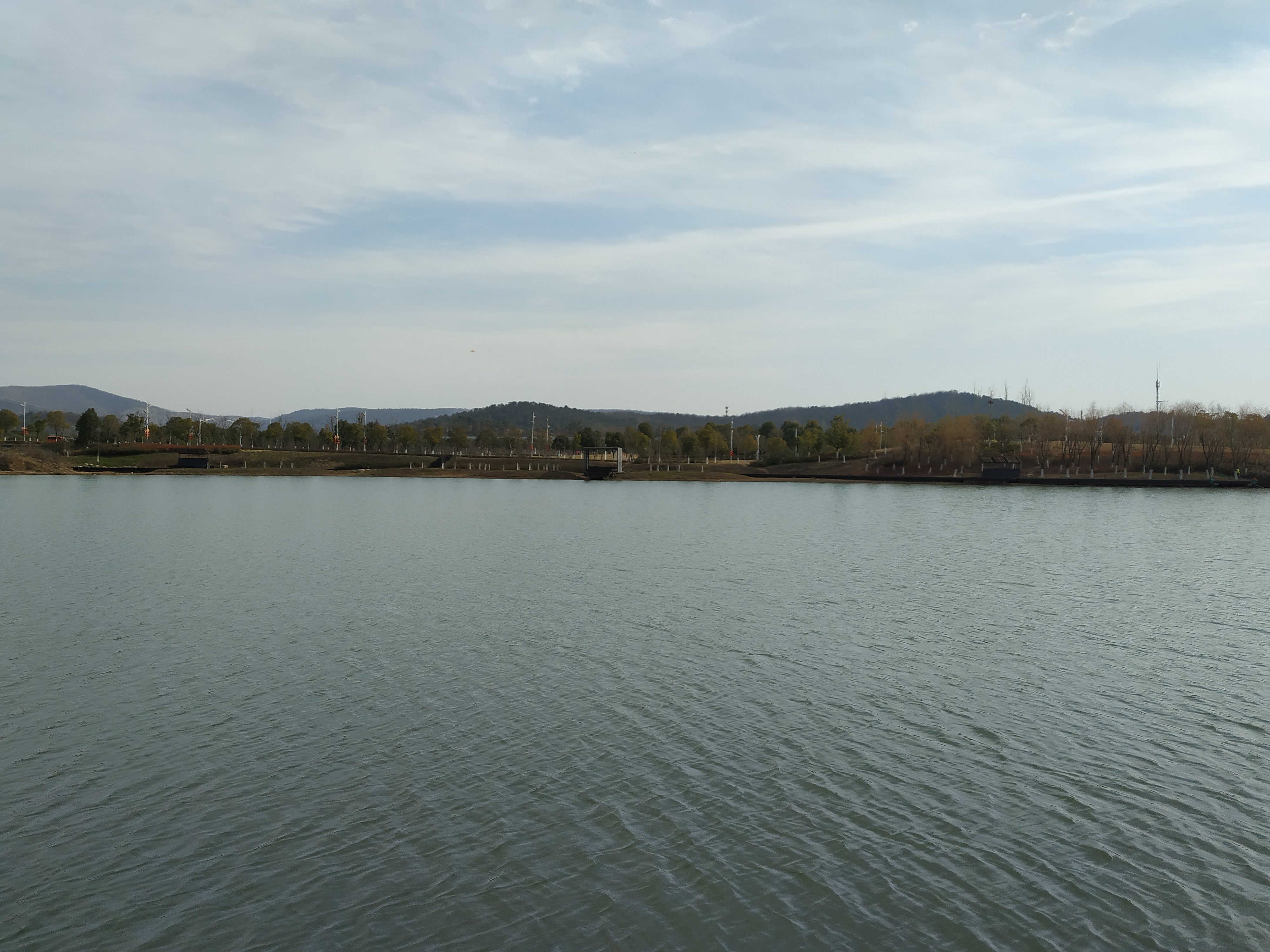